# 5-idrossitriptofano
Il 5-idrossitriptofano (5-HTP) è un amminoacido non proteinogenico precursore del neurotrasmettitore serotonina.

## Biosintesi e metabolismo
Il 5-HTP viene prodotto dal sistema nervoso centrale degli animali a partire dall'amminoacido triptofano, attraverso l'azione dell'enzima triptofano idrossilasi. Questa reazione è la fase limitante nella sintesi di serotonina, in quanto il passaggio successivo, che consiste proprio nella produzione della serotonina avviene rapidamente ad opera dell'enzima L-amminoacidi-aromatici decarbossilasi. La velocità dell'enzima può essere causata dalla vitamina B6, che aiuta l'enzima a trasformare il 5-HTP in serotonina, agendo come cofattore.

## Abbondanza in natura
Il 5-HTP viene prodotto e utilizzato da una moltitudine di esseri viventi:
- tutti gli animali lo usano come precursore della serotonina a livello dei loro sistemi nervosi;
- alcune piante officinali come Griffonia simplicifolia lo accumulano nelle foglie;
- alcuni insetti lo usano come veleno.

## Assorbimento
L'assorbimento di 5-HTP avviene a livello dell'intestino tenue. La modalità di assorbimento non è nota, ma presumibilmente implica il trasporto attivo tramite trasportatori di amminoacidi. Il 5-HTP è adeguatamente assorbito anche attraverso la cavità orale. Sebbene il 5-HTP si trovi negli alimenti solo in quantità insignificanti, è una sostanza chimica coinvolta nel metabolismo del triptofano. Dunque anche l'assorbimento di triptofano modifica i livelli di 5-HTP.
Esistono integratori alimentari a base di triptofano e 5-HTP, che contribuiscono a normalizzare il tono dell'umore, migliorare il rilassamento, il sonno ed il benessere mentale.

## Farmacologia
L'uso principale del 5-HTP artificiale è come farmaco, il quale aumenta la produzione di serotonina, per questo è stato usato per curare malattie come depressione e insonnia.